# Santi Cecilia e Cassiano
Santi Cecilia e Cassiano è un affresco di Giovanni Battista Pittoni, realizzato indicativamente nel 1763 nella chiesa di San Cassiano a Venezia, collocato nella cappella della sacrestia..

## Stile
Lo stile dell'ornato è ricco ma leggero e finissimo nella distribuzione a campiture simmetriche.
Anche in età avanzata Pittoni compie un affresco, come aveva fatto in età giovanile al termine del 1739 nelle ville di Bagnoli e di Massanzago.